# 梅章记
梅章记（1962年—），山东郓城人，满族，中华人民共和国政治人物、第十二届全国人民代表大会黑龙江地区代表，老村长酒业的董事长。
毕业于东北农业大学农业经济专业。2013年，被选为全国人大代表。